# Federación de Pueblos Indígenas Kechwa Chazuta Amazonía
La Federación de Pueblos Indígenas Kechwa Chazuta Amazonía (FEPIKECHA) es una organización indígena creada en 2011 que reúne comunidades nativas kichwa en Perú.  Las comunidades que representa se encuentran en la cuenca del Bajo Huallaga en la provincia y región San Martín. El primer presidente fue Segundo Aquilino Chujandama. La actual presidenta es Marisol García Apagüeño, elegida para el periodo 2023-2025.
Junto al Consejo Étnico de los Pueblos Kichwa de la Amazonía (CEPKA) y Federación de Pueblos Indígenas Kechwas del Bajo Huallaga San Martín (FEPIKBHSAM), FEPIKECHA forma parte de la Coordinadora de Desarrollo y Defensa de los Pueblos Indígenas de la Región San Martín (CODEPISAM). Las tres organizaciones indígenas kichwa han demandado la recuperación de sus territorios expropiados a partir de la creación de áreas naturales protegidas como el Parque nacional Cordillera Azul (PNCAZ) y el Área de conservación regional Cordillera Escalera (ACR–CE)., y el sistema de mercados de créditos de carbono REDD+.
El 20 de enero de 2021 el representante de la Oficina del Alto Comisionado de las Naciones Unidas para los Derechos Humanos (ACNUDH) se reunión con los dirigentes de la Federación de Comunidades Nativas del Ucayali y Afluentes (FECONAU) y la Federación de Pueblos Indígenas Kechwa Chazuta (FEPIKECHA). En la reunión, los dirigentes denunciaron las amenazas que enfrentan las comunidades de que provienen del narcotráfico, la tala ilegal y por actividades económicas autorizadas en sus tierras y territorios. El representante, Jan Jarab, manifestó su alarma por el panorama de ataques y amenazas a los defensores indígenas.

## Creación
FEPIKECHA se crea a partir de la separación de algunas comunidades kichwas de la provincia de San Martín de la Federación de Pueblos Indígenas Kichwas de la Región San Martín (FEPIKRESAM), con sede en Lamas.

## Comunidades nativas
FEPIKECHA reúne ocho comunidades nativas, entre ellas:
- Comunidad nativa Anak Kurutuyaku, en el distrito de Huimbayoc, provincia de San Martín[14]
- Comunidad nativa Santa Rosillo de Yanayacu, en el distrito de Huimbayoc, provincia de San Martín[14]
- Comunidad nativa Túpac Amaru, en el distrito de Chazuta, provincia de San Martín[15]
- Comunidad nativa Canayo, en el distrito de Chazuta, provincia de San Martín[15]
- Comunidad nativa de Tununtunumba (Ishkay Urmanayuk), en el distrito de Chazuta, provincia de San Martín [16]